# El Llano de Don Antonio
El Llano de Don Antonio es una localidad y pedanía española perteneciente al municipio de Carboneras, en la provincia de Almería, comunidad autónoma de Andalucía. Está situada en la parte suroriental de la comarca del Levante Almeriense.

## Demografía
Según el Instituto Nacional de Estadística de España, en el año 2019 El Llano de Don Antonio contaba con 616 habitantes censados, lo que representa el 7,7% de la población total del municipio.

## Cultura

### Fiestas
Las fiestas patronales se celebran del 3 al 5 de octubre, en honor a San Francisco de Asís. Además de las tradicionales verbenas y atracciones de feria, las fiestas destacan por los juegos tradicionales.